# Chalcorana raniceps
Espèce
Synonymes
- Polypedates raniceps Peters, 1871
- Rana raniceps (Peters, 1871)
- Hylarana raniceps (Peters, 1871)

Statut de conservation UICN

 LC  : Préoccupation mineure
Chalcorana raniceps est une espèce d'amphibiens de la famille des Ranidae.

## Répartition
Cette espèce est endémique de Bornéo. Elle se rencontre :
- au Brunei ;
- en Malaisie au Sarawak;
- en Indonésie au Kalimantan.

## Description

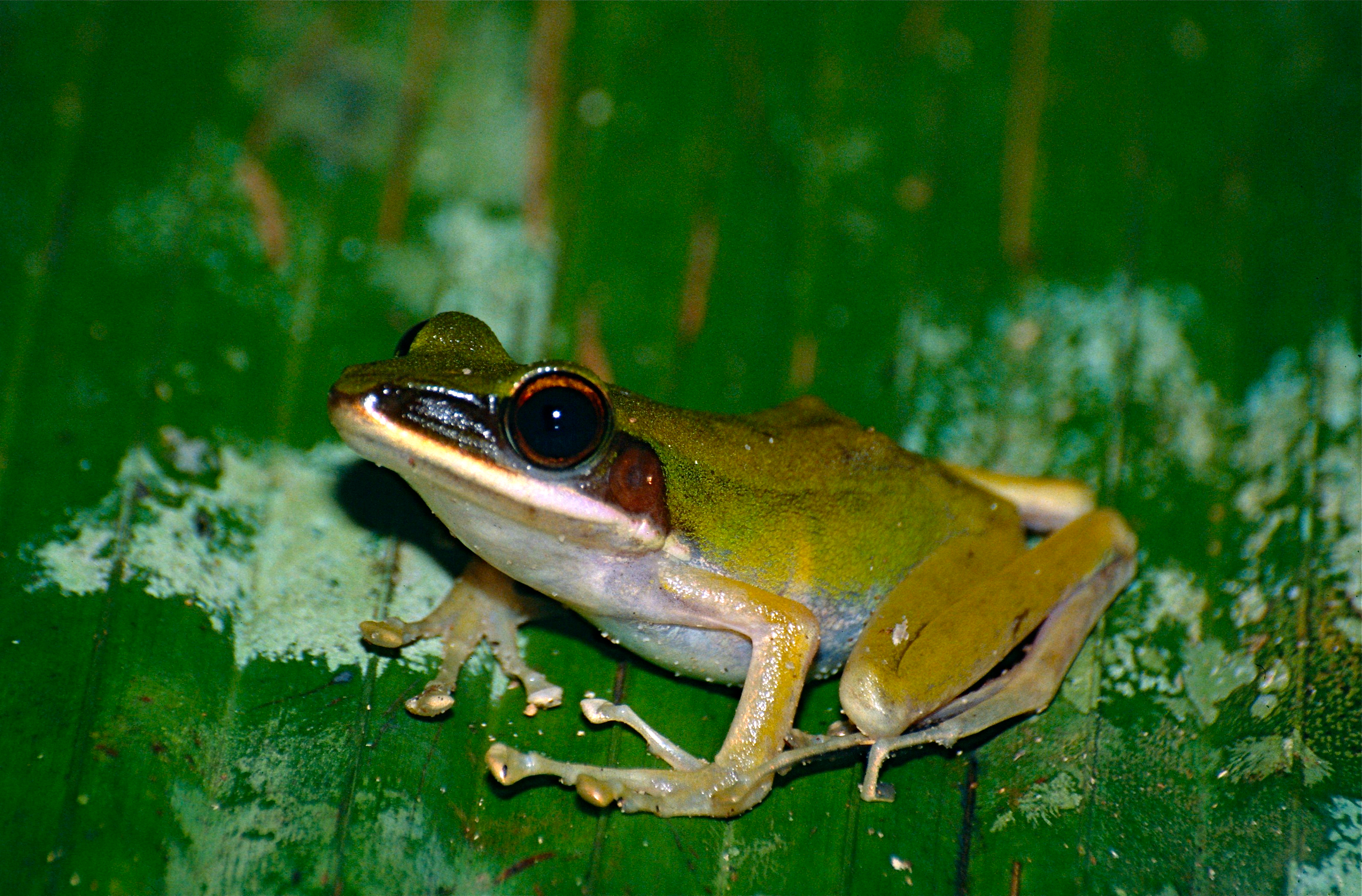
Chalcorana raniceps

L'holotype mesure 41 mm.

## Publication originale
- Peters, 1871 : Über neue Reptilien aus Ostafrica und Sarawak (Borneo), vorzüglich aus der Sammlung des Hrn. Marquis J. Doria zu Genua. Monatsberichte der Königlich preussischen Akademie der Wissenschaften zu Berlin, vol. 1, p. 566-581 (texte intégral).

## Galerie

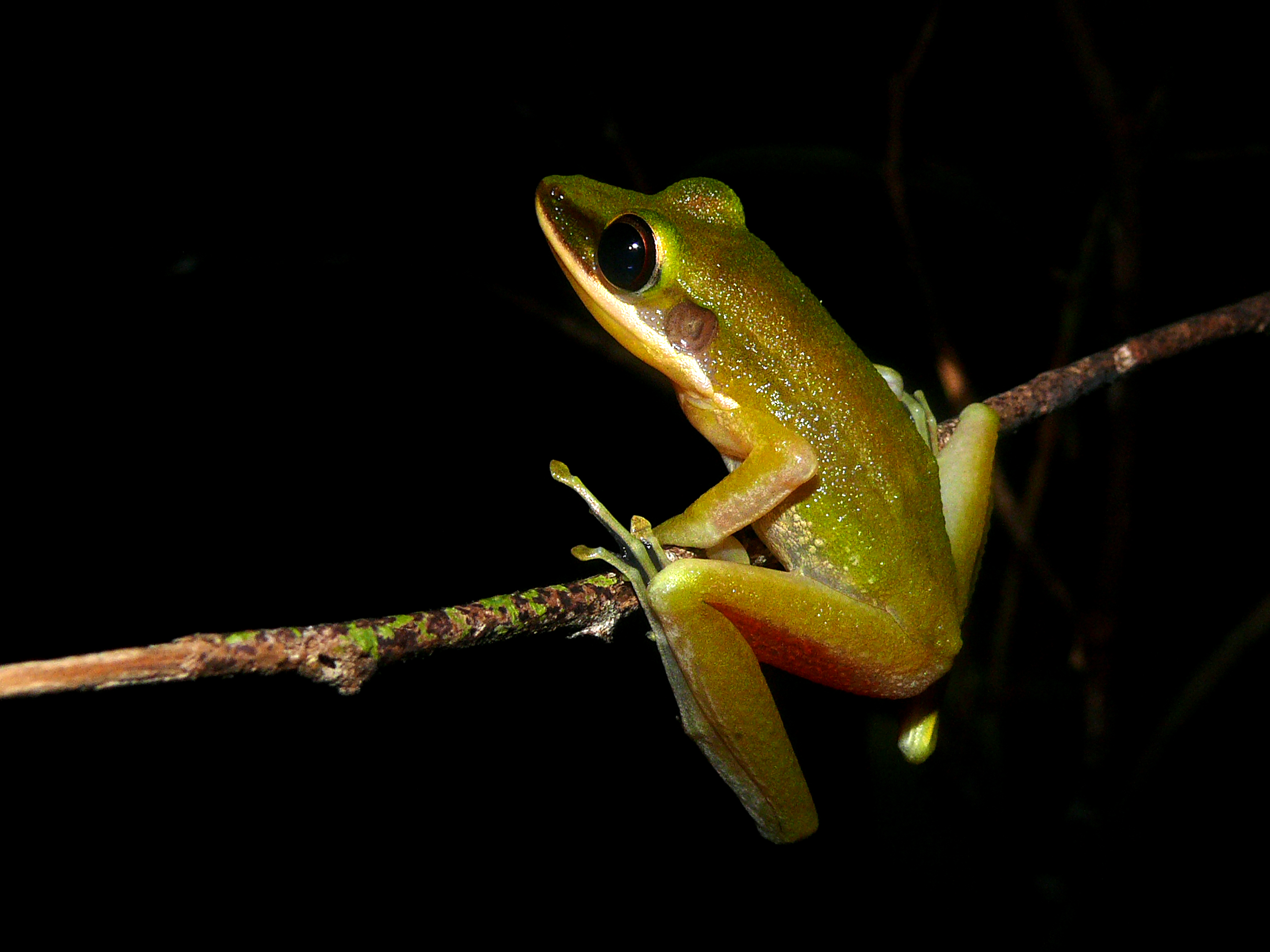
Parc national de Similajau, Malaisie
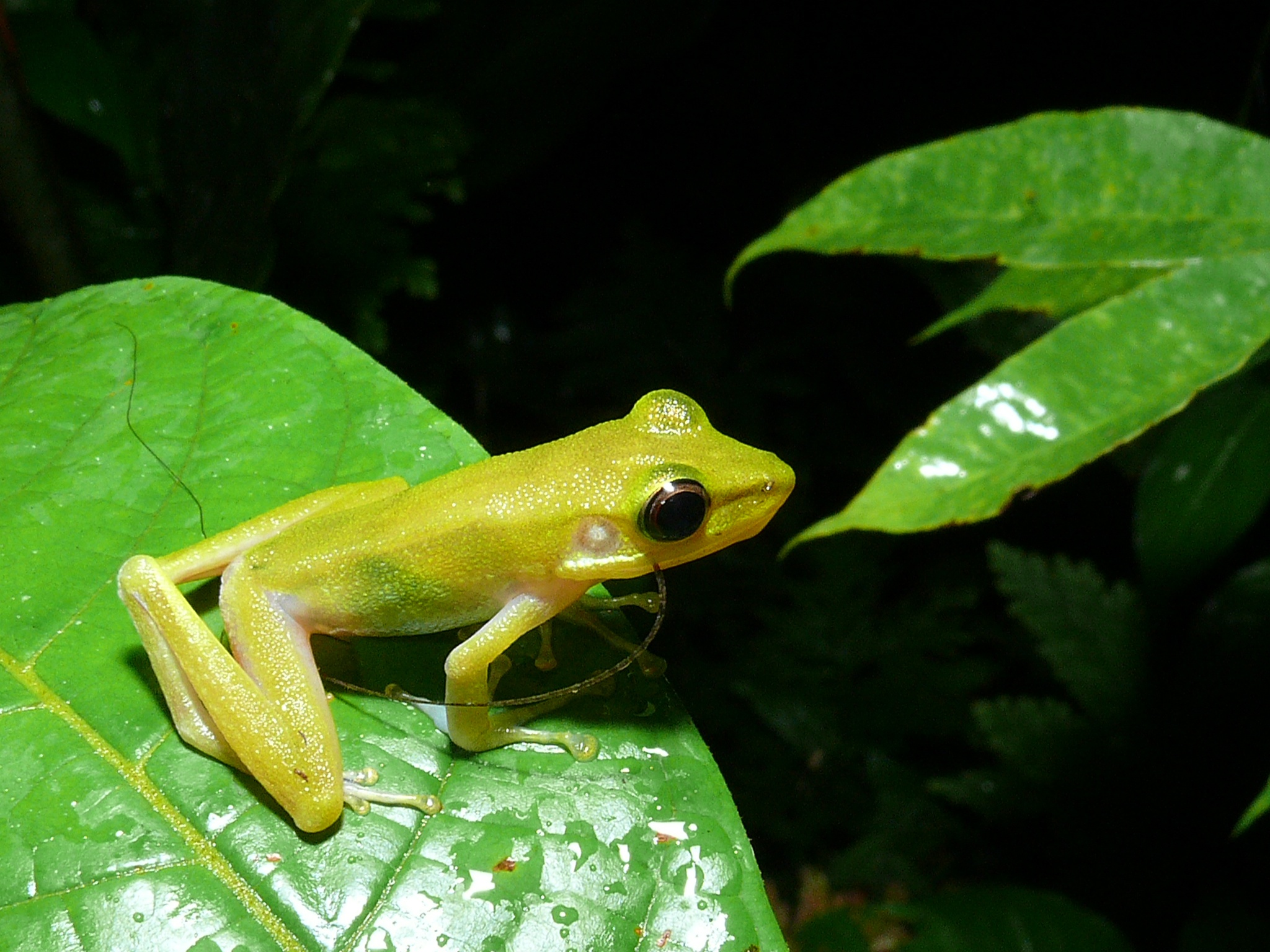
Parc national du Gunung Mulu, Malaisie